# Exoterm
En exoterm reaktion er en kemisk reaktion hvorved varme/energi udvikles. Det udtrykkes i formlen reaktanter → produkt + varme
Det modsatte af endoterm.
Se også entalpi, som bruges til at bestemme, om en kemisk reaktion er endoterm eller exoterm.
| Naturvidenskab | Spire Denne naturvidenskabsartikel er en spire som bør udbygges. Du er velkommen til at hjælpe Wikipedia ved at udvide den. |